# 1. deild 2020
La 1. deild 2020 fue la 78.ª temporada de fútbol de la liga de Segunda División 1. deild de las Islas Feroe, y la 44.ª en el formato actual. La temporada comenzó el 7 de marzo de 2020 y finalizó el 6 de noviembre del mismo año.

## Equipos
Skála ÍF II y EB/Streymur II fueron descendidos de la temporada pasada a la 2. deild y reemplazados por el campeón y subcampeón FC Hoyvík y Argja Bóltfelag II, respectivamente.
| Club               | Ciudad     | Estadio        | Capacidad | Última temporada |
| ------------------ | ---------- | -------------- | --------- | ---------------- |
| 07 Vestur          | Sandavágur | Á Dungasandi   | 2000      | 4º               |
| Argja Bóltfelag II | Argir      | Inni í Vika    | 2000      | 2º (2. deild)    |
| B36 Tórshavn II    | Tórshavn   | Gundadalur     | 5000      | 6º               |
| B68 Toftir         | Toftir     | Svangaskarð    | 6000      | 5º               |
| B71 Sandoy         | Sandur     | Inni í Dal     | 2000      | 7º               |
| HB Tórshavn II     | Tórshavn   | Gundadalur     | 5000      | 8º               |
| FC Hoyvík          | Hoyvík     | Hoyvíksvøllur  | 1000      | 1º (2. deild)    |
| KÍ II              | Klaksvík   | Við Djúpumýrar | 2500      | 1º               |
| NSÍ Runavík II     | Runavík    | Við Løkin      | 2000      | 3º               |
| Víkingur Gøta II   | Leirvík    | Sarpugerði     | 1600      | 2º               |

## Tabla de posiciones
| Pos. | Equipo             | Pts. | PJ | G  | E | P  | GF | GC | Dif. | Clasificación 2020                 |
| ---- | ------------------ | ---- | -- | -- | - | -- | -- | -- | ---- | ---------------------------------- |
| 1    | Víkingur Gøta II   | 58   | 27 | 17 | 7 | 3  | 73 | 36 | +37  | Inelegible para ascender           |
| 2    | 07 Vestur          | 54   | 27 | 16 | 6 | 5  | 60 | 33 | +27  | Ascenso a la Primera División 2021 |
| 3    | NSÍ Runavík II     | 52   | 27 | 15 | 7 | 5  | 80 | 42 | +38  |                                    |
| 4    | B68 Toftir         | 46   | 27 | 14 | 4 | 9  | 56 | 34 | +22  |                                    |
| 5    | KÍ II              | 38   | 27 | 11 | 5 | 11 | 56 | 54 | +2   |                                    |
| 6    | B36 Tórshavn II    | 34   | 27 | 10 | 4 | 13 | 43 | 53 | −10  |                                    |
| 7    | HB Tórshavn II     | 33   | 27 | 10 | 3 | 14 | 53 | 79 | −26  |                                    |
| 8    | B71 Sandoy         | 32   | 27 | 9  | 5 | 13 | 53 | 52 | +1   |                                    |
| 9    | Argja Bóltfelag II | 23   | 27 | 6  | 5 | 16 | 35 | 58 | −23  | Descenso a la 2.deild 2021         |
| 10   | FC Hoyvík          | 10   | 27 | 2  | 4 | 21 | 29 | 97 | −68  | Descenso a la 2.deild 2021         |

Actualizado a los partidos jugados el 6 de noviembre de 2020.
 Fuente: Faroe Soccer

## Goleadores
- Actualizado el 6 de noviembre de 2020

| Pos. | Jugador               | Equipo      | Goles |
| ---- | --------------------- | ----------- | ----- |
| 1    | Andri Benjaminsen     | B68         | 18    |
| 2    | Jørgin Nielsen        | NSÍ II      | 15    |
|      | Martin Klein          | Víkingur II | 15    |
| 4    | Rói av Fløtum         | HB II       | 13    |
|      | Clayton do Nascimento | B71         | 13    |
| 6    | Meinhard Janusarson   | NSÍ II      | 12    |
|      | Hugin Ferber          | FC Hoyvík   | 12    |
| 8    | Valdemar Schousboe    | B71         | 11    |
|      | Predrag Jeremic       | 07 Vestur   | 11    |
| 10   | Jann Martin Mortensen | NSÍ II      | 10    |